# Уметност Кине
Кинеска уметност мењала се током своје древне историје, подељена у периоде владајућих кинеских династија и промена технологије, али ипак задржавајући висок степен континуитета. На различите облике уметности утицали су велики филозофи, учитељи, верске личности, па чак и политички лидери. Долазак будизма и савремени западни утицај произвели су посебно велике промене. Кинеска уметност обухвата ликовну уметност, народну уметност и уметност перформанса.

## Општа историја
Рани облици уметности у Кини израђивани су од глине и жада у неолитском периоду, којима је додата бронза у династији Шанг. Шанг династија је остала запамћена по плавом ливењу, запаженом по јасноћи детаља. На рану кинеску музику и поезију утицали су Класика поезије, Конфучије и кинески песник и државник Ћи Јуен.
У раној империјалној Кини порцелан је произведен и пречишћен до те мере да је на енглеском реч china постала синоним за висококвалитетни порцелан. Отприлике у 1. веку нове ере, будизам је стигао у Кину, мада је постао популаран тек у 4. веку. Током периода царске Кине калиграфија и сликарство постали су изузетно цењене уметности у дворским круговима, са великим бројем радова на свили све до изума папира.
Будистичка архитектура и скулптура успевали су у династији Суеј и Танг, а династија Танг је била посебно отворена за страни утицај. Будистичка скулптура вратила се у класичну форму, инспирисана индијском уметношћу из периода Гупта царства. Према касној династији Танг, свим страним религијама било је забрањено подржавати таоизам.

## Кинески плаво-бели порцелан
Кинеска плаво-бела била је главна атракција на западним аукцијама ликовних уметности. Аукцијске куће Сотеби и Кристи делују као главне платформе за колекционаре уметничких дела које тргују колекцијама. Од 2016. године, кинеским плавим и белим порцеланским антиквитетима тргује се за милионе америчких долара путем ових платформи.

## Књижевност

### Рана кинеска поезија
Поред Књиге песама (Ши Јинг), друге ране и утицајне песничке антологије биле су Песме Чу састављене углавном од песама које се приписују Ћу Јуену (око 340-278. п. н. е.) и његовом следбенику Сунг Ју (четврти век п. н. е.). Песме у овој збирци су више лирске и романтичне и представљају другачију традицију од раније Класике поезије (Ши Јинг). Многа дела у тексту повезана су са шаманизмом. Ту су и описи фантастичних пејзажа, примери прве кинеске поезије о природи. Сматра се да је најдужу песму „Сусрет с тугом“ трагични Ћи Јуен написао као политичку алегорију.

### Поезија династија Хан и Северних династија
Током династије Хан, Чу текстови су еволуирали у фу (賦), песму обично у римованом стиху, осим уводних и закључних одломака који су у прози, често у облику питања и одговора. Од династије Хан надаље, сличан процес произвео је јуефу песме.
У северним династијама историјски записи указују на то да је Цао Цао био сјајан владар и песник. Цао Цао је такође био отац познатих песника Цао Пи и Цао Чи. Цао Пи је познат по томе што је написао прву кинеску песму користећи седам слогова по реду (七言 詩), песму燕 歌行.
Поезија Тао Ћана утицала је на стваралаштво многих наредних песника. Преживело је око 120 његових песама које приказују идиличан пастирски живот.

### Златно доба кинеске поезије
Јуефу су кинеске песме компоноване у стилу народне песме. Израз дословно значи „Музички биро“, референца на владину организацију која је првобитно била задужена за прикупљање или писање текстова.
Редови су неуједначене дужине, иако је најчешће пет знакова. Свака песма следи један од низа образаца дефинисаних насловом песме. Израз обухвата изворне народне песме, имитације двора и верзије познатих песника.
Од 2. века нове ере, јуефу је почео да се развија у ши - облик који је доминирао кинеском поезијом све до модерне ере. Писци ових песама узели су линију јуефу-а од пет знакова и користили је за изражавање сложенијих идеја. Песма ши је углавном била израз песникове личности, а не усвојених ликова јуефуа; многе су биле романтичне песме о природи под великим утицајем таоизма.
Израз гуши („старе песме“) може се односити или на прве, углавном анонимне ши песме, или уопштено на песме које су у истом облику написали каснији песници. Гуши у овом последњем смислу су у основи дефинисани оним што нису; односно нису јинтиши (регулисани стих). Писац гушија није имао никаква формална ограничења осим дужине реда и риме (у сваком другом реду).
Јинтиши, или регулисани стих, развио се од 5. века надаље. Од династије Танг развијен је низ постављених тонских образаца који су имали за циљ да осигурају равнотежу између четири тона класичног кинеског у сваком дистиху: равни тон и три скренута тона (пораст, пад и улаз). Династија Танг била је врхунац јинтишија.
Међу значајне песнике из ове ере спадају Бај Ђуји, Ту Му, Хан Ји, Ћа Тао, Љу Цунгјуен, Менг Хаожан, и др.

### Ли Бај и Ду Фу
Ли Бај и Ду Фу су живели током династије Танг. Многи их сматрају највећим кинеским песницима.
Ли Бају се приписује преко хиљаду песама, али аутентичност многих од њих није сигурна. Најпознатији је по својим јуефу песмама, које су интензивне и често фантастичне. Често га повезују са таоизмом: у његовим делима постоји снажан елемент, како у осећањима која изражавају, тако и у њиховом спонтаном тону. 
Од династије Сунг, критичари су Ду Фуа називали „историчаром песника“. Најдиректније од његових песама су оне које коментаришу војну тактику или успехе и неуспехе владе или песме савета које је написао цару.
Једно од најранијих преживелих дела Ду Фуа, Песма о вагонима (око 750), описује патње војника у царској војсци, чак и пре почетка побуне; ова песма открива напетост између потребе за прихватањем и испуњавањем нечијих дужности и свести о патњи која то може да укључи.

### Поезија касне династије Танг и Пет династија
Ли Шангјин је био кинески песник из касне династије Танг. Био је типичан песник тог доба: његова дела су сензуална, густа и пуна алузија. Потоњи квалитет изузетно отежава адекватан превод. Многе његове песме имају политичке, романтичне или филозофске импликације, али често је нејасно које од њих треба прочитати у сваком делу. Ли Ји је био кинески песник и последњи владар Краљевине Јужни Танг. 

### Сунг поезија
Си је врста лирске кинеске поезије. То су текстови који су се од анонимних популарних песама (неке пореклом из средње Азије) развили у софистицирани књижевни жанр. Облик је даље развијен у династији Танг, а био је најпопуларнији у династији Сунг. Си је најчешће изражавала осећај жеље. Познати песници из династије Сунг су Ценг Гунг, Ли Ћингџао, Лу Јоу, Оујанг Сју, Су Ши, Ванг Анши и Шин Ћићи.

### Минг литература
Аутор из династије Минг, Гао Ћи, признат је као велики практичар поезије током династије Минг. Његове песме одступају од песама ранијих династија и формирају нови стил поезије у династији Минг. Џанг Дај је признат као највећи есејиста из династије Минг. 

### Ћинг литература
Јуан Меи је био познати песник који је живео током династије Ћинг, створио је велику количину поезије, есеја и слика. Његова дела одражавала су његово интересовање за будизам Чан и натприродно, на штету таоизма и институционалног будизма - што је обоје одбацио. 
Многа велика уметничка дела и књижевност настала су током тог периода, а цар Ћианлонг је посебно предузео огромне пројекте за очување важних културних текстова. Роман је постао читан, а можда најпознатији кинески роман „Сан о Црвеној соби“ написан је средином осамнаестог века Цао Сјуећин. 

### Западни утицај: Велика тројка
Почетком 20. века Шангај је постао родно место и средиште три нова главна облика уметности, кинеске кинематографије, кинеске анимације и кинеске популарне музике. Ова забава је била надахнута западном технологијом. По први пут су локални грађани усвојили и обликовали западну културу тако да се позитивно уклопила у кинеску културу без икакве интервенције царског суда.
Најпопуларнији облик стрипа Лианхуанхуа циркулисао је као књиге величине длана у Шангају, Гуангџоу, Вухану и северној Кини. Постао је један од најповољнијих облика забавне уметности. У то време би се родио и чувени лик Санмаоа.
Кинески музичари популарне музике попут певачице Џоу Сјуан и композитора Ли Јинхуија одмах су били угрожени под новим режимом пошто је жанр означен као жута музика (порнографија). Супротно томе, револуционарна музика је промовисана и уздизана до нових висина као никада пре. Филмска и аниматорска индустрија су имала своје последње дане до Културне револуције, која ће омести сваки напредак озбиљним ограничењима и неразумном цензуром. Велики број грађана Шангаја, укључујући уметнике, имигрирао је у Хонг Конг. То је подстакло рађање модерне кинеске уметности у британској колонији којом је до сада углавном доминирала британска забава. Индустрија забавне музике поново је оживела на Тајвану и у Хонг Конгу. 

### Модерна поезија
Савремене кинеске песме обично не следе ниједан прописани образац. Беи Дао је најзначајнији представник групе кинеских песника који су реаговали против ограничења Културне револуције. Рад  групе "Маглених песника" и посебно Беи Даоа био је инспирација за продемократске покрете у Кини. Најзапаженија је била његова песма „Huida“ („Одговор“) која је написана током демонстрација на Тјенанмену 1976. у којима је учествовао. Песма је узета као пркосна химна продемократског покрета и појавила се на плакатима током протеста на Тргу Тјенанмен 1989. године.
Чу Чимо је романтични песник који је волео поезију енглеских романтичара попут Китса и Шелија. Био је један од првих кинеских писаца који је успешно натурализовао западне романтичне форме у модерну кинеску поезију.

## Музика

### Рана кинеска музика
Порекло кинеске музике и поезије може се наћи у Књизи песама, која садржи песме настале између 1000. п. н. е. и 600. п. н. е. Текст, сачуван међу канонима ране кинеске књижевности, садржи народне песме, химне и достојанствене песме. Првобитно намењена певању, пратећа музика је нажалост од тада изгубљена. Имали су широк спектар сврха, укључујући удварање, церемонијалне честитке, ратовање, гозбе и јадиковке. Љубавне песме су међу најпривлачнијим у свежини и невиности свог језика.
Рана кинеска музика била је заснована на удараљкама као што је бронзано звоно. Кинеска звона су се оглашавала ударцима споља, обично комадом дрвета. На дрвеним носачима били су окачени сетови звона. Унутар ископаних звона налазе се усеци и трагови стругања и гребања направљени док су била подешавана на прави тоналитет. Удараљке су постепено уступале место гудачким и тршчаним инструментима.
За Конфучија и његове ученике музика је била важна јер је имала моћ да људе учини складним и добро уравнотеженим, или је, обратно, довела до тога да буду свадљиви и изопачени. Према Сјун Зију, музика је била важна док се Моци, филозофски супротстављен конфучијанизму, није слагао. Одбацио је музику јер има само естетску употребу, а самим тим бескорисну и расипну.

## Перформансе

### Јуан драма
Кинеска опера је популарни облик драме у Кини. Генерално, датира из династије Танг са царем Ксуанзонгом (712–755), који је основао „Крушка врт“ (梨园), прву познату оперску трупу у Кини. Трупа је углавном наступала ради личног задовољства царева. До данас се оперски професионалци још увек називају „Ученици врта крушака“ (梨园 子弟). У династији Јуан (1279–1368), облици попут естрадне представе, уведени су у оперу.
Кантонска опера, која потиче са севера и развија се током времена, садржи многе познате програме попут Љубичасте укоснице и Подмлађивање цвета црвене шљиве, из династије Јуан.

### Пекиншка опера
Најпознатији облик кинеске опере је Пекиншка опера, која је данашњи облик попримила средином 19. века и била је изузетно популарна у династији Ћинг (1644–1911). У Пекиншкој опери традиционални кинески гудачки и перкусионистички инструменти пружају снажну ритмичку пратњу глуми. Глума се заснива на алузији: гестови, рад ногу и други покрети тела изражавају такве радње као што су јахање коња, веслање чамцем или отварање врата.
Иако се назива Пекиншка опера, њено порекло није у Пекингу, већ у кинеским провинцијама Анхуеј и Хубеј. Много се дијалога води и на архаичном дијалекту који делимично потиче из тих региона. Сматра се да је Пекиншка опера рођена када су Четири велике анхуејске трупе дошле у Пекинг 1790. године. 1828. године у Пекинг су дошле неке познате трупе из Хубеја. Често су заједно наступали на сцени са анхуејским трупама. Комбинација је постепено формирала главне мелодије пекиншке опере.

### Плес
У древној Кини кинески плес био је подељен на две врсте, цивилни и војни. У периоду Шанг и Чоу, цивилног плеса, плесачи су у рукама држали транспаренте, симболизујући дистрибуцију плодова дневног лова или риболова. Војни плес подразумевао је махање оружјем, на пример, забележено је да је цар оснивач Хан Лиу Банг волео ратни плес народа Ба, а велике представе са плесом укључивале су махање разним оружјем уз бубњеве и песме на језику Ба.
Најпознатији кинески плесови су плес змаја и плес лава.

## Визуелне уметности

### Савремена уметност
Нови облици кинеске уметности били су под снажним утицајем Покрета нове културе, који је усвојио западне технике и применио социјалистички реализам. Културна револуција обликовала је кинеску уметност у 20. веку као ниједан други догађај у историји. Савремени кинески уметници настављају да производе широк спектар експерименталних дела, мултимедијалних инсталација и перформанси који су постали веома популарни на међународном уметничком тржишту.

### Кинеско сликарство
- Жене које ударају и припремају свилу, Ли Ју
- Будистички храм у планинама, 11. век, мастило на свили
- Детаљи из „Ноћних забава“, Гу Хонгчонг
- „Голуб на грани брескве“; цара Хуичонга, 1108. или 1109. н.е.
- Царски лов, Ђузепе Кастиљоне (1688–1766), италијански сликар из династије Ћинг у Кини.
- Слика на свили, око 1700.

## Народна уметност

### Хан папирна уметност
Најзначајнији изум Хан периода био је папир који је изнедрио две нове врсте уметности. Кинеско сечење папира постало је нови концепт. Идеја изражавања симбола и кинеских слова који су већ део калиграфије сада је проширена на изрезивање хан папира. Још један облик уметности било је кинеско пресавијање папира. Иако своје корене вуче из династије Хан, касније верзије ће уметност трансформисати у оригами, након што су будистички монаси однели папир у Јапан.